# Phrynophiurida
Phrynophiurida – rząd szkarłupni z gromady wężowideł.

## Systematyka
Do rzędu zaliczanych jest 5 rodzin zgrupowanych w 2 podrzędach:
- Ophiomyxina
  - Ophiomyxidae
- Euryalina
  - Asteronychidae
  - Asteroschematidae
  - Euryalidae
  - Gorgonocephalidae